# Badehaus

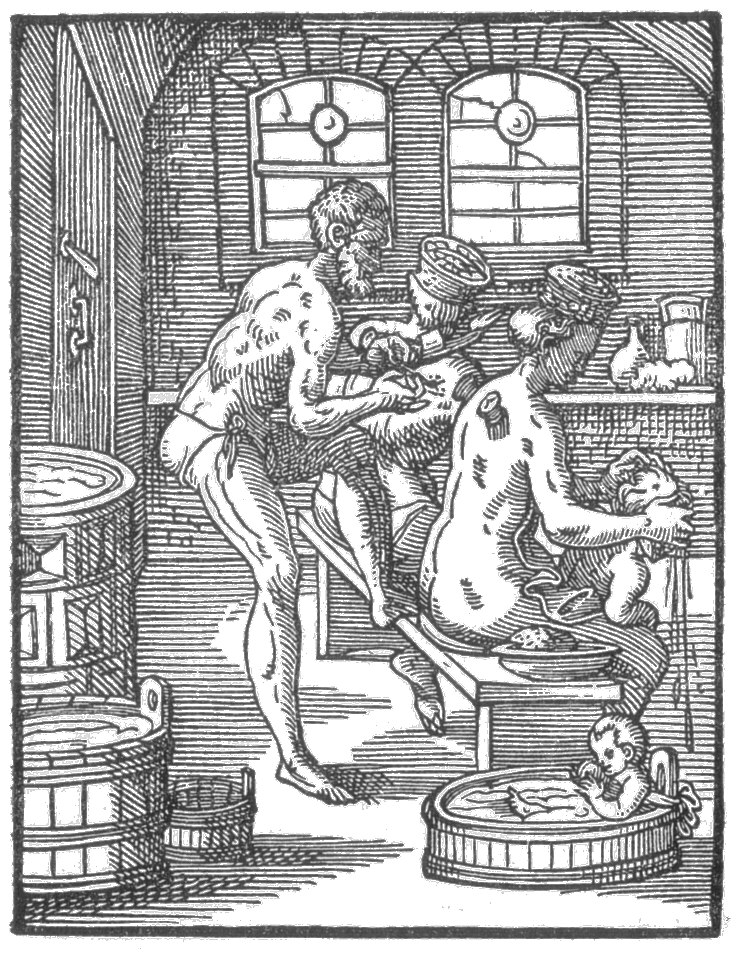
Szene in einem Badehaus: Bader behandelt Badegäste, Stich von Jost Amman, 1568

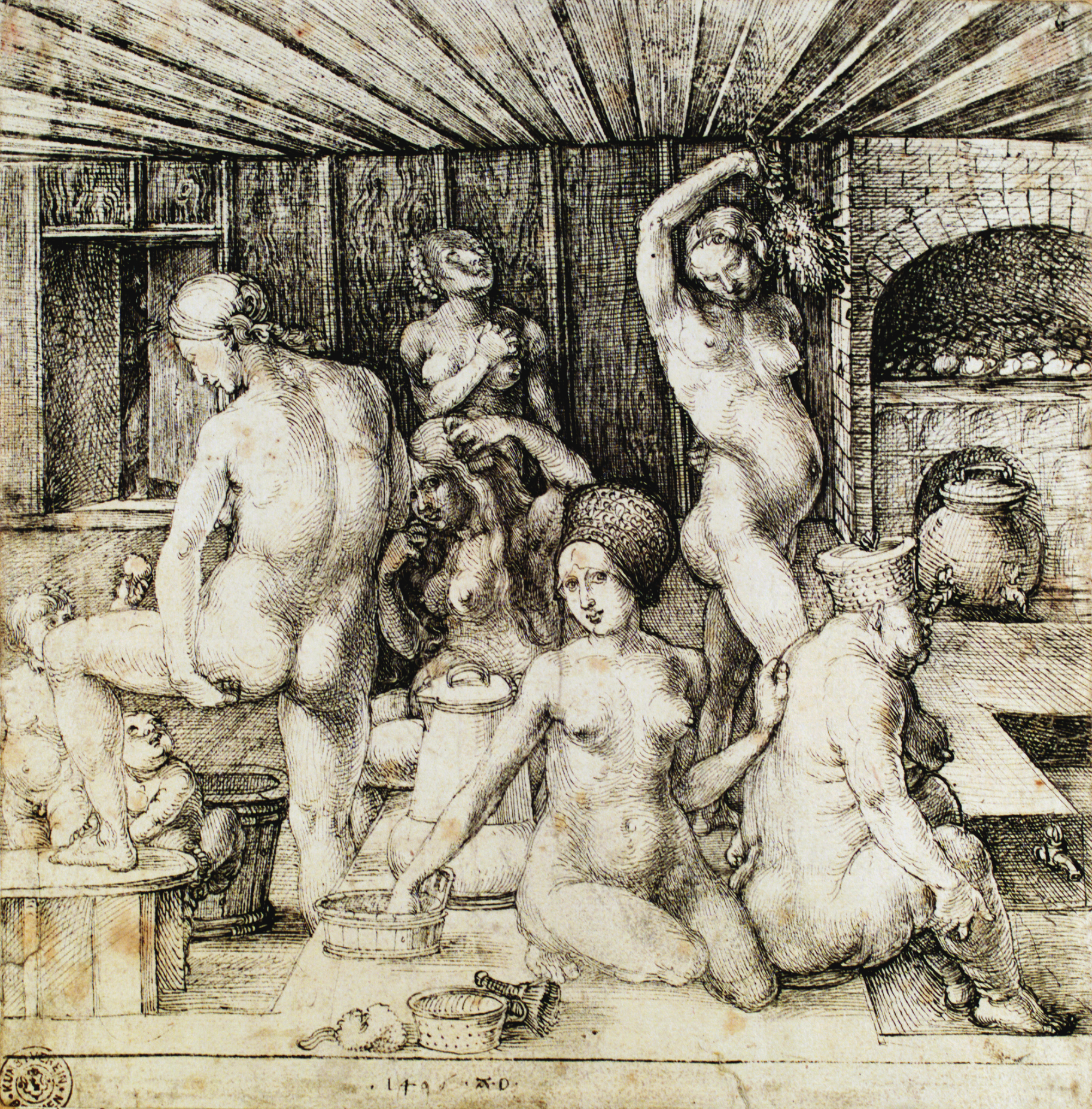
Frauenbadestube, anonymer Holzschnitt nach Albrecht Dürer, 1510

Ein Badehaus (auch Badhaus, Badestube, Stube oder Stoben) war ein öffentliches Bad. Es diente nicht nur der Körperpflege und der Behandlung von Krankheiten, sondern war auch ein beliebter gesellschaftlicher Treffpunkt.

## Europa ab dem Mittelalter

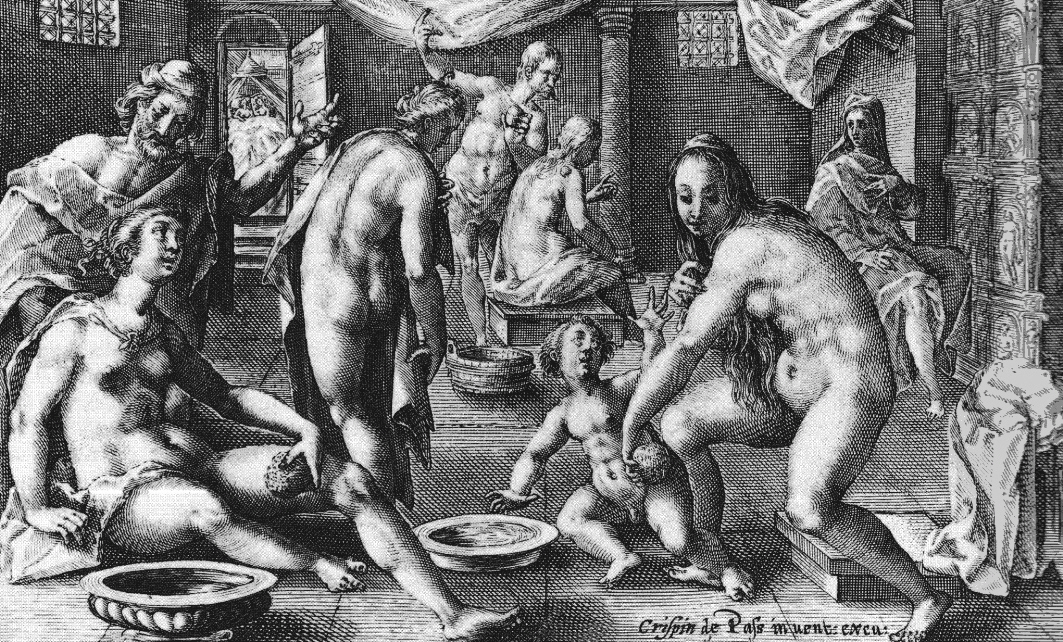
Badehausbetrieb 1671 in Paris

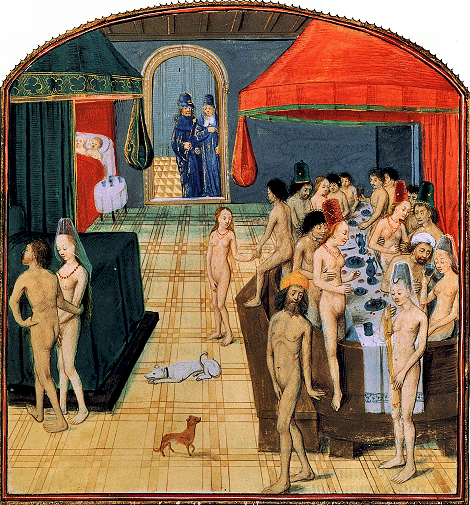
Szene aus einem Badehaus. (Abbildung aus dem Factorum Dictorumque Memorabilium des Valerius Maximus, um 1470

Ein Badehaus im Mittelalter und in der frühen Neuzeit wurde im Auftrag der Gemeinde von einem Bader betrieben. Es spielte etwa vom 13. bis zum 16. Jahrhundert eine wichtige Rolle in der Alltagskultur.  Gebadet wurde – meist mit (räumlicher bzw. zeitlicher) Geschlechtertrennung – vor allem am Samstag oder am Vorabend hoher Feiertage. In den Badehäusern, die heutigen Hygienevorstellungen bei weitem nicht entsprachen, wurden auch Tätigkeiten wie Zähneziehen, Haarschneiden, Rasur sowie kleinere chirurgische Eingriffe (Aderlass, Schröpfen) ausgeführt.
Die Blütezeit der Badehäuser in Mitteleuropa war das Spätmittelalter. Jedoch bestanden Badehäuser schon im Frühmittelalter, so ist im Waldschlössel (Rheinland-Pfalz) bereits im letzten Drittel des 11. Jahrhunderts ein solches nachgewiesen und Karl der Große besaß in seiner Aachener Königspfalz sogar im 8. Jahrhundert eine ganze Thermenanlage nach römischem Vorbild.
Im 15. Jahrhundert wurde das Holz allmählich knapp, was zu einer Preissteigerung führte und das Baden verteuerte, so dass die Bäder weniger besucht waren. Der Niedergang der Badekultur wurde aber entscheidend durch das Auftreten von Seuchen wie Pest und Syphilis eingeleitet. In Wien wurden die Badehäuser in den Jahren 1521, 1554, 1562 und 1691 zeitweise wegen Seuchengefahr geschlossen. Die ersten Syphilisfälle in Deutschland wurden 1495 gemeldet, eingeschleppt von Landsknechten. Auch der Dreißigjährige Krieg führte zur Schließung von Badehäusern, vor allem in den protestantischen Gegenden Südwestdeutschlands.
Ulm verfügte im Jahr 1489 über 180 Badehäuser. Im Mittelalter gab es in Wien 21 Badestuben, im Jahr 1534 noch elf, zu Anfang des 18. Jahrhunderts nur noch sieben. In Frankfurt am Main werden im Mittelalter rund 15 Badehäuser betrieben, das Bürgerverzeichnis aus dem Jahr 1387 nennt 29 Bader (inklusive Gesellen). 1555 waren dort nur noch zwei Badestuben in Betrieb, und das auch nur noch zweimal pro Woche. 1809 wurde hier das letzte Bad dieser Art geschlossen.

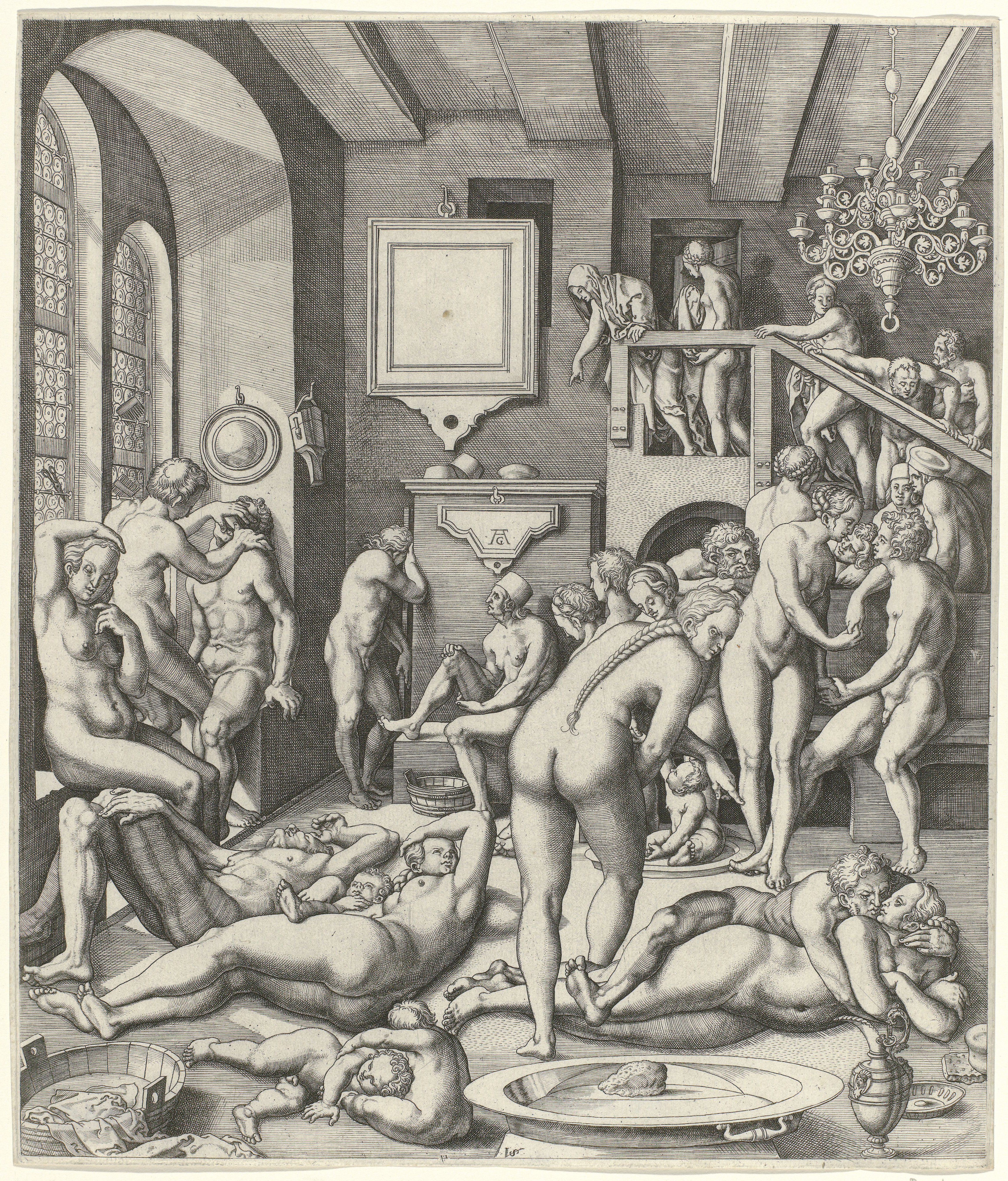
Badehaus-Szene (Kupferstich von Virgil Solis, 16. Jahrhundert)

In Zedlers Universallexikon von 1733 wird eine öffentliche Badestube beschrieben: 
Laut Zedlers Lexikon waren zu dieser Zeit die Badehäuser in Polen, Russland, Litauen und Skandinavien nach wie vor sehr verbreitet, in Mitteleuropa dagegen kaum noch.
Für die öffentlichen Badstuben erließen die Herrschaften oder die Gemeinden als Betreiber Badeordnungen. Darin waren die Pflichten des Baders und seines Personals (Badeknechte und Bademägde) sowie das Verhalten der Badegäste geregelt. Da in den meisten Badstuben nach Geschlechtern getrennt gebadet wurde – Badebordelle (mit darin beschäftigen „Bademägden“) gab es nur in den einschlägigen Vierteln größerer Städte – enthielten die Badeordnungen auch Vorschriften über „züchtiges“ Verhalten.
Im 19. Jahrhundert und auch noch Anfang des 20. Jahrhunderts wurden viele Badehäuser eingerichtet als Maßnahme der öffentlichen Hygiene in Großstädten, die sogenannten Volksbäder. Die meisten Arbeiterfamilien hatten in dieser Zeit kein eigenes Badezimmer. Badehäuser entstanden auch in vielen Kurorten. Heute sind nur wenige Badehäuser im ursprünglichen Zustand erhalten.
Ein Brunnen in der Nähe eines Badehauses wird auch als Badbrunnen bezeichnet. 
Mit der Möglichkeit von durch Klimafolgen bedingter Hitzewellen, Wasserknappheit und Energiearmut wird die Wiederbelebung und -errichtung von Badehäusern als öffentliche Infrastruktur diskutiert.

### Historische Badestuben
An frühere Badestuben erinnert gelegentlich eine Badgasse oder Badstraße als Straßenname, siehe dazu beispielsweise Badgasse in Garmisch-Partenkirchen, Badgasse in Ochsenfurt, Bad- und Waschanstalt Winterthur. Auch in Flurnamen kommt der Begriff „Bad“ oder „Badstube“ vor; dabei handelt es sich vielfach um Grundstücke, die zusammen mit der Badstube als Lehen verliehen wurden.

#### Deutschland

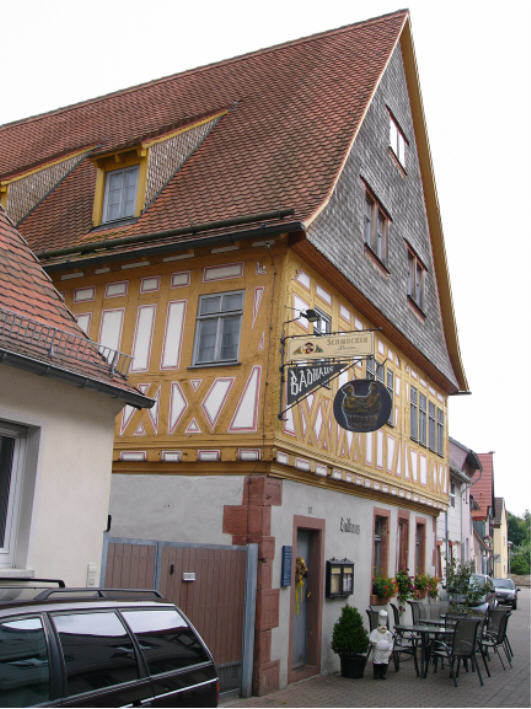
Das aus dem Mittelalter stammende Badhaus in Dieburg

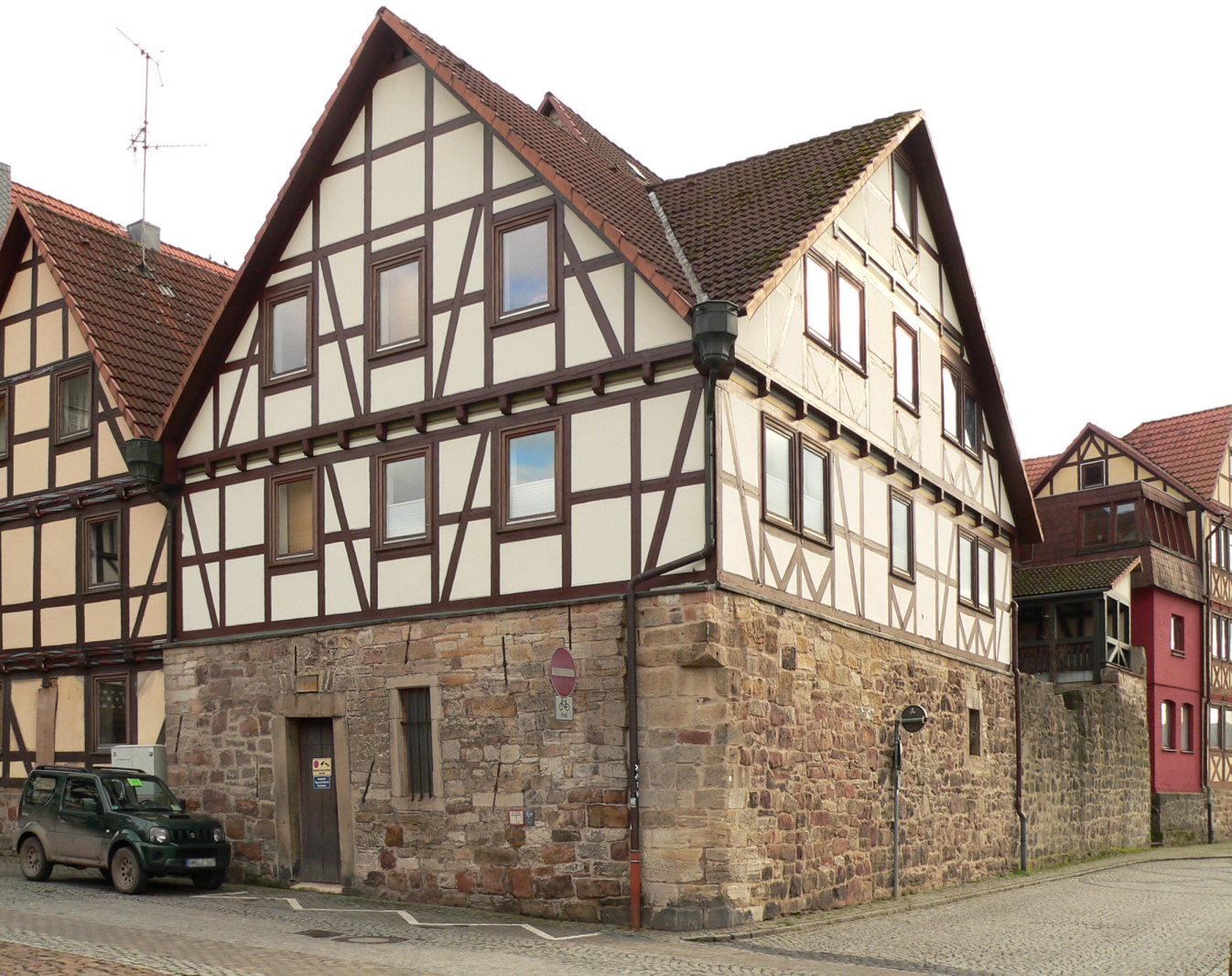
Badstoven Münden

- Das 1450 erbaute Badhaus Wendelstein ist eines der besterhaltenen mittelalterlichen Badhäuser Deutschlands.[5] 2012 wurde es ins Fränkische Freilandmuseum in Bad Windsheim transloziert.
- Nur wenig jünger ist das Badhaus in Kulmbach, dessen heute erhaltene Badstube ebenfalls aus dem 15. Jahrhundert stammt. Nach jahrzehntelangem Verfall wurde es 1998/99 denkmalgerecht saniert, dabei konnten die spätmittelalterlichen Heizungsanlagen freigelegt und erforscht werden. Heute sind sie – wie auch originale Fundstücke aus dem Haus – in Form eines Museums zugänglich, im Obergeschoss befindet sich eine Kunstgalerie.[6]
- Die historische Badstube in Wangen im Allgäu mit weitgehend erhaltener Architektur wurde so rekonstruiert, dass auch heute noch in der Badstube gebadet werden kann. Die Badstube ist eingebettet in eine Museumslandschaft und kann besichtigt werden, ebenso wie die Galerie, die sich im ersten Stockwerk der Badstube befindet.
- Staatliches Badhaus zu den vier Türmen von 1845 in Bad Ems. 2007 in privater Initiative restauriert, heute „Badhaus im Kurpark“ mit Geschäftsräumen, Theater und Restaurant.
- Das Badehaus in Bad Soden am Taunus gelegen im Alten Kurpark, heute Stadtmuseum, Stadtbücherei und Stadtgalerie.
- Das Badehäuschen, 1890 errichtet, und das Alte Badehaus, 1888 errichtet, in Bad Wörishofen in Bayern.
- In Braunau am Inn wurde 2004 ein Museum im Bereich des ehemaligen Vorderbades im Kellergeschoss eingerichtet (Vorderbad Braunau).
- Im Stadtmuseum Crailsheim ist eine mittelalterliche Badstube mit dem typischen Gewölbe und der nur noch teilweise erhaltenen Heizanlage zu sehen.
- Das Badehaus in Dieburg ist heute ein Restaurant.
- Badehaus in Dirmstein
- Badehaus Goor, Insel Rügen bei Lauterbach
- Städtisches Badehaus von 1927 in Hannover-Linden-Mitte, heute Spielort der Kabarettbühne TAK
- Römische Therme und mittelalterliche Badehäuser in Köln
- Historisches Badhaus in Pommelsbrunn, am 18. Juli 2011 als Museum in Betrieb genommen[7]
- Baderhaus in Sommerach von 1561
- Badestuben in Leipzig
- Badhaus in Mellrichstadt
- Badstoven Münden in Hann. Münden
- Badhaus in Volkach
- Altes Badhaus in Eberbach wurde 1486 erstmals erwähnt, war von 1979 bis 2024 ein Restaurant-Hotel.

#### Weitere
- Sultan-Amir-Ahmad-Badehaus, Kaschan, Iran
- Badehaus (Rosneath Castle), Schottland

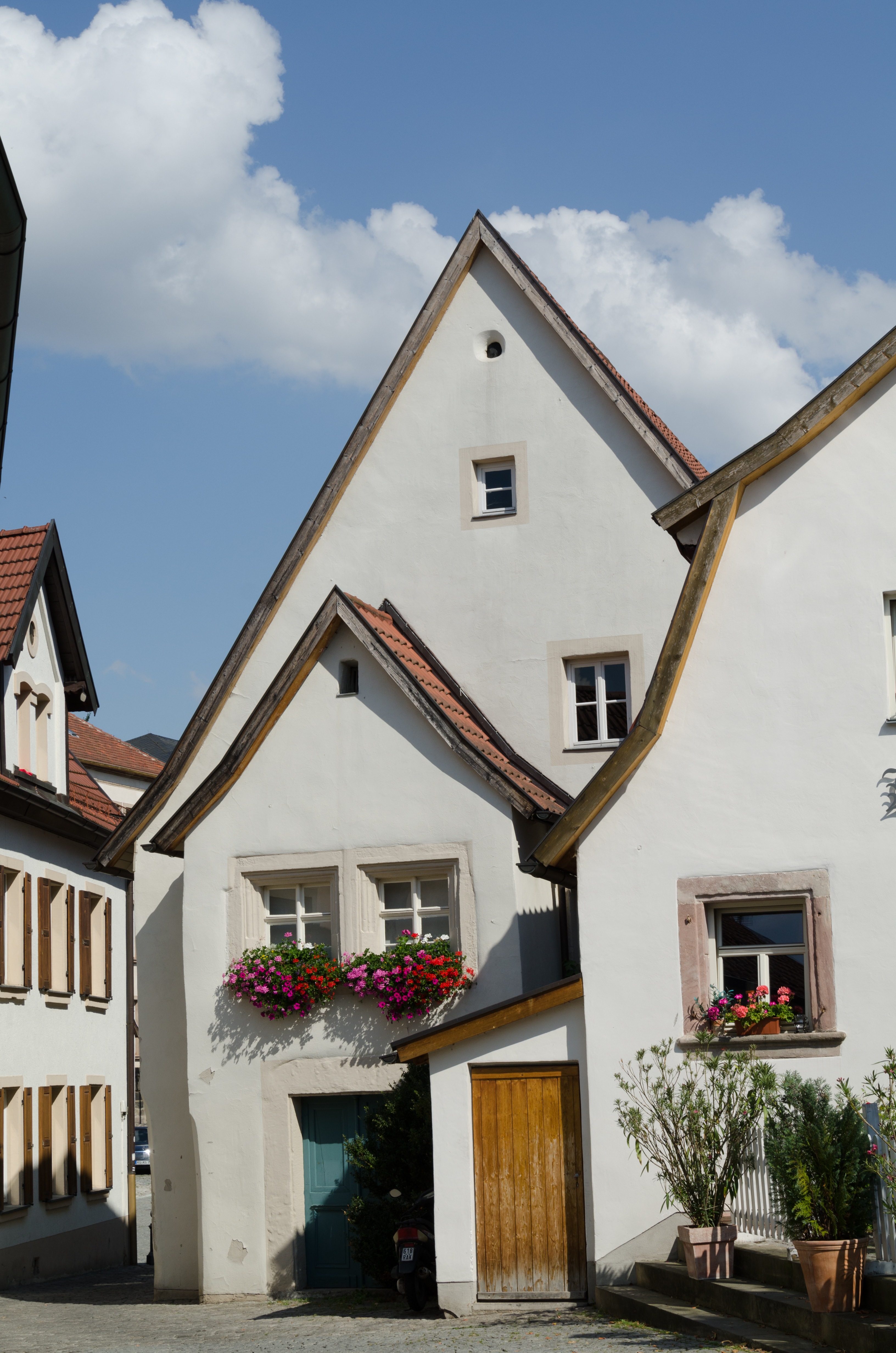
Das historische Badhaus in Kulmbach

## Andere Kulturen

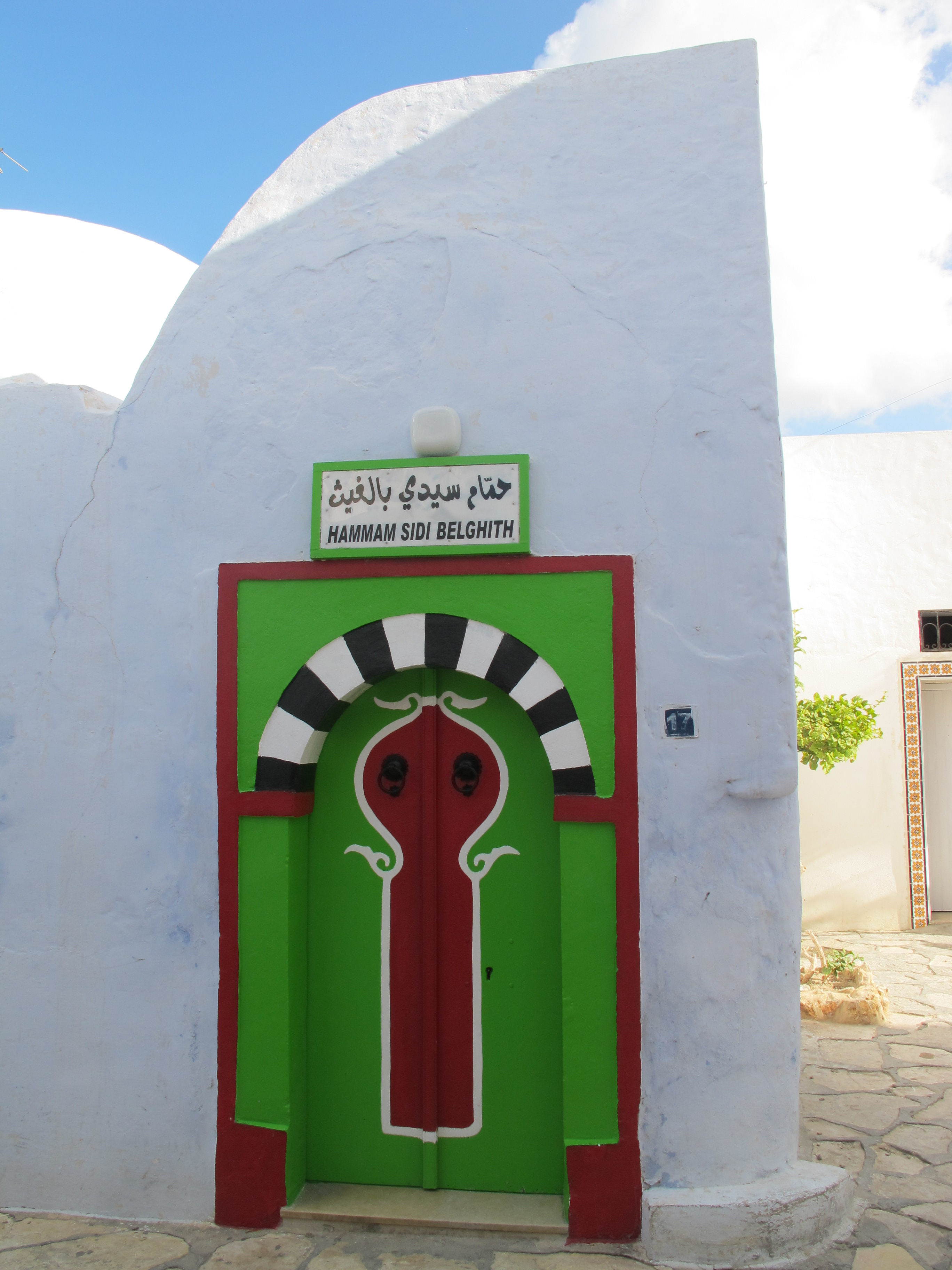
Eingang zu einem Hammam in der Medina von Hammamet

- Sentō in Japan
- Thermen im Römischen Reich
- Hamam in der islamischen Welt
- Mikwe in der jüdischen Welt